# 藤原兼三
藤原 兼三（ふじわら の かねみ）は、平安時代前期から中期にかけての貴族・歌人。藤原北家魚名流、中納言・藤原山蔭の子。山蔭の子である藤原遂長の子ともされる。官位は従四位下・陸奥守。

## 経歴
朱雀朝で陸奥守を務め、位階は従四位下に至った。勅撰歌人として、『後撰和歌集』に和歌作品1首が入首している。

## 官歴
- 承平5年（935年） 2月9日：見陸奥守[2]
- 時期不詳：従四位下[3]

## 系譜
- 父：藤原山蔭または藤原遂長
- 母：筑前介有孝の娘（姓不明）
- 妻：良峯氏
  - 長男：藤原国幹
- 生母不明の子女
  - 次男：藤原祐之
  - 男子：藤原具瞻
  - 男子：藤原為忠